# برايان تشيس (كرة سلة)
برايان تشيس (بالإنجليزية: Brian Chase)‏ مواليد 8 أكتوبر 1981 في واشنطن العاصمة، هو لاعب كرة سلة أمريكي. بدأ مسيرته الاحترافية في سنة 2004. يحمل الرقم 5.

## المسيرة الاحترافية
لعب مع لوس أنجلوس ديفيندرز من سنة 2006 إلى 2008، ثم لعب مع بشكتاش لكرة السلة في الدوري التركي في سنة 2008، ثم لعب مع لو مان سارت باسكت في الدوري الفرنسي في موسم 2008–2009، ثم لعب مع نادي دينامو موسكو لكرة السلة في سنة 2009، ثم لعب مع نادي بلد الوليد لكرة السلة في الدوري الإسباني في موسم 2009–2010.

## روابط خارجية
- برايان تشيس على موقع الدوري الإسباني لكرة السلة (الإسبانية)
- برايان تشيس على موقع كرة السلة الأوروبية.كوم (الإنجليزية)
- برايان تشيس على موقع كلية كرة السلة في سبورتس رفرنس.كوم (الإنجليزية)
- برايان تشيس على موقع ريلجم (الإنجليزية)
- برايان تشيس على موقع بروبوليرز (الإنجليزية)
- برايان تشيس على موقع سبورتس رفرنس (الإنجليزية)
- برايان تشيس على موقع سبورتس رفرنس (الإنجليزية)